# 2-ja Turka
2-ja Turka lub Wtoraja Turka (ros. 2-я Турка) – wieś (ros. село, trb. sieło) w zachodniej Rosji, w sielsowiecie kalinowskim rejonu chomutowskiego w obwodzie kurskim.

## Geografia
Miejscowość położona jest w dorzeczu Amońki, 16 km od centrum administracyjnego sielsowietu kalinowskiego (Kalinowka), 19 km od centrum administracyjnego rejonu (Chomutowka), 116 km od Kurska.

## Historia
Do czasu reformy administracyjnej w roku 2010 wieś 2-ja Turka znajdowała się w sielsowiecie amońskim. W tymże roku doszło do włączenia sielsowietów klewieńskiego i amońskiego do sielsowietu kalinowskiego.

## Demografia
W 2010 r. miejscowość nie posiadała mieszkańców.